# John Amos
John Allen Amos Jr. (født 27. december 1939, død 21. august 2024) var en amerikansk skuespiller. Han var bedst kendt for sin rolle som James Evans Sr. på CBS tv-serien Good Times. Hans andre velkendte roller var som den voksne Kunta Kinte i den skelsættende miniserie Rødder og for at portrættere kaptajn Meissner i Lock Up (1989) og major Grant i Die Hard 2 (1990). Hans øvrige tv-arbejder inkluderer The Mary Tyler Moore Show, en tilbagevendende rolle som admiral Percy Fitzwallace på Præsidentens mænd og rollen som borgmesteren i Washington DC Ethan Baker i serien The District. Amos blev nomineret til en Primetime Emmy Award og en NAACP Image Award. I film spillede han adskillige biroller i film som The Beastmaster (1982), Coming to America (1988) og Coming 2 America (2021).

## Opvækst
John Allen Amos Jr. blev født i Newark, New Jersey den 27. december 1939. Han var søn af John A. Amos Sr., en automekaniker, og Annabelle Amos. Amos voksede op i East Orange, New Jersey og dimitterede fra East Orange High School i 1958. Han gik på Long Beach Community College og dimitterede fra Colorado State University med en eksamen i sociologi; han spillede for begge skolers fodboldhold.
Amos arbejdede som socialrådgiver i New York City.

## Amerikansk fodbold
I 1964 underskrev Amos kontrakt med Denver Broncos (AFL 1964). På grund af en baglårsforstrækning var han ude af stand til at løbe 40 yards og blev derfor fritstillet den anden dag af træningslejren. Han spillede for forskellige hold i løbet af sin karriere, Canton Bulldogs (UFL 1964), Joliet Chargers (UFL 1964), Norfolk Neptunes (COFL 1965), Wheeling Ironmen (COFL 1965), Jersey City Jets (ACFL 1966), Waterbury Orbits (ACFL 1966), og Victoria Steelers (COFL 1967). I 1967 skrev Amos kontrakt med AFL-klubben Kansas City Chiefs (AFL 1967). Her sagde træner Hank Stram til ham: "Du er ikke en fodboldspiller, du er en mand, der prøver at spille fodbold."

## Karriere
Amos blev først kendt i 1971, da han optrådte sammen med Anson Williams i en reklame for McDonald's. Samme år havde han en lille rolle i kultfilmen Vanishing Point, hvor han spillede en radioingeniør sammen med Cleavon Little.

### Good Times
Amos er bedst kendt for sin skildring af James Evans Sr., Florida Evans' mand, i den amerikanske sitcom Good Times (1974-1976). Han havde tidligere optrådt i samme rolle tre gange i sitcom Maude, før han fortsatte den i 61 afsnit af Good Times. Skønt han var castet som en hårdtarbejdende midaldrende far til tre, var Amos 34, da showet begyndte produktionen i januar 1974; han var kun otte år ældre end skuespilleren, der spillede hans ældste søn, Jimmie Walker, og 19 år yngre end sin skærmkone, Esther Rolle. Ligesom Rolle ønskede Amos at skildre et positivt billede af en afroamerikansk familie, der kæmper mod deres liv i et fattigt kvarter, men han udtrykte sin utilfredshed, da han fandt ud af, at komedie-elementet var lavere i Good Times.
I sin tid i serien viste Amos åbenlyst over for forfatterne af showet sin utilfredshed og pegede på manuskripternes manglende ægthed i portrætteringen af det afroamerikanske liv. Han kritiserede især, hvad han mente var for stor vægt på Jimmie Walkers karakter J.J. og en mindre respekt for de to andre Evans børn. Han kritiserede også J.J.'s stereotype bøvede personlighed. Dette førte til hans afskedigelse af ledelsen i slutningen af sæson 3 i 1976. I et interview fra 2017 sagde Amos, at sitcomens forfattere ikke forstod afroamerikanere. Han fortalte dem: "Det sker bare ikke i samfundet. Sådan tænker vi ikke. Sådan handler vi ikke. Det lader vi ikke vores børn gøre." Hans karakter blev skrevet ud af serien af forfatterne, hvilket førte til en mindeværdig scene, hvor hans skærmkone, Rolle, skreg: "Damn! Damn! Damn!"

### Film, musik, og andre TV-roller
I 1977 spillede Amos hovedrollen i miniserien fra ABC-TV Rødder, som den voksne Kunta Kinte, baseret på bogen af forfatteren Alex Haley. I 1980 medvirkede han i tv-filmen Alcatraz: The Whole Shocking Story. Amos spillede en karakter i Archie Bunker-stil i sitcommen 704 Hauser fra 1994, et moderne spin-off af All in the Family, men den blev sløjfet efter kun fem afsnit (i serien spillede han en anden karakter, end han gjorde i All in the Family-spinoffen Maude). Han portrætterede også kaptajn Dolan i tv-programmet Hunter fra 1984 til 1985. Han medvirkede i CBS-politidramaet The District. Amos var en tilbagevendende figur i The West Wing, som admiral Percy Fitzwallace, der fungerer som formand for Joint Chiefs of Staff i det meste af serien. Han spillede Buzz Washington i ABC-serien Men in Trees. Amos spillede sammen med Anthony Anderson i den kortvarige tv-serie All About the Andersons fra 2003 til 2004. I 2010 optrådte Amos også som den tilbagevendende karakter Ed i Two and a Half Men, og i 2016 som en anden tilbagevendende karakter, også (tilfældigvis) ved navn Ed, i Netflix-serien The Ranch. Han medvirkede i en række andre tv-shows, herunder Police Story, The A-Team, The Cosby Show, The Fresh Prince of Bel-Air, In the House, Martin som Sgt. Hamilton Strawn (Tommys far), Touched by an Angel, Psych, Sanford and Son, My Name Is Earl, Lie to Me og Murder, She Wrote. Han optrådte også som talsmand for Cochran Firm (et nationalt personskadeadvokatfirma).
Amos skrev og producerede Halley's Comet, en kritikerrost monolog, som han opførte rundt om i verden. Amos optrådte i August Wilsons Gem of the Ocean på Broadway og senere på McCarter Theatre i Princeton, New Jersey.
Amos var med i Disneys The World's Greatest Athlete (1973) med Tim Conway og Jan-Michael Vincent i sin første filmhovedrolle og spillede også hovedrollen som Kansas City Mack i Let's Do It Again (1975) med Bill Cosby og Sidney Poitier. Hans andre film inkluderer Vanishing Point (1971), The President's Plane Is Missing (1973), Touched by Love (1980), The Beastmaster (1982), Dance of the Dwarfs (1983), American Flyers (1985), Coming to America (1988), Lock Up (1989), Two Evil Eyes (1989), Die Hard 2 (1990) og Ricochet (1991).
Han medvirkede i filmen For Better or Worse (1995) og spillede politibetjent i The Players Club (1998). Han spillede onkel Virgil i My Baby's Daddy (2004) og medvirkede som Jud i Dr. Dolittle 3 (2006). I 2012 havde Amos en rolle i filmen Madea's Witness Protection, som Jakes far. Han optrådte i Ice Cube og Dr. Dres video fra 1994 til "Natural Born Killaz". I 2009 udgav han We Were Hippies, et album med originale countrysange af Gene og Eric Cash.
I 2021 spillede Amos hovedrollen i Because of Charley, som patriark i en fremmedgjort stedfamilie, der slap ud af orkanen Charley, orkanen, der ødelagde Florida i 2004. Også i 2021 havde han en rolle i Coming to America-efterfølgeren, Coming 2 America.
Suits LA, tv-serien, hvor han havde sin sidste rolle, hyldede ham posthumt med en episode med titlen "Good Times", hvor karaktererne Ted og Rick forsøger at skaffe ham en stjerne på Hollywood Walk of Fame, og Ted bemærker: "John Amos var tv'ets Sidney Poitier. Han betrådte ny jord for det sorte Amerika, og han var en faderfigur for hele Amerika."

## Privatliv
Amos var en veteran fra den 50. panserdivision af New Jersey National Guard og æresofficer i den amerikanske kystvagt. Han var gift to gange. Hans første ægteskab, fra 1965 til 1975, var med kunstneren og rytteren Noel Mickelson. Parret fik to børn: Shannon Amos, en forfatter-producer og grundlægger af Afterglow Multimedia, LLC, og den Grammy-nominerede instruktør K.C. Amos. Der var voldsom uenighed mellem Shannon og K.C. Amos om denomsorg, deres forældre modtog, hvilket blev dokumenteret af The Hollywood Reporter i 2023.
Amos' andet ægteskab, i 1978-79, var med skuespillerinden Lillian Lehman. Han boede i mange år i Tewksbury Township, New Jersey. I 2018 flyttede han til Westcliffe, Colorado, sydvest for Pueblo. I 2023 undersøgte Colorado Bureau of Investigation anklager om, at Amos havde været offer for ældremishandling. Amos forlod Colorado samme år og bosatte sig i Los Angeles.

### Død
Amos døde af kongestiv hjertesvigt på Centinela Hospital Medical Center i Inglewood, Californien, den 21. august 2024 som 84-årig. Hans død blev først bekendtgjort 1. oktober 2024.

## Priser
Udover at modtage en Emmy-nominering for Rødder blev Amos nomineret til en CableACE Award, en NAACP Image Award og en DVD Exclusive Award. Han vandt tre TV Land Awards for sine roller i The Mary Tyler Moore Show, Good Times og Rødder.
I 2020 blev Amos optaget i New Jersey Hall of Fame.

## Filmografi

### Film
| År   | Titel                                                                    | Rolle                   | Noter                      |
| ---- | ------------------------------------------------------------------------ | ----------------------- | -------------------------- |
| 1971 | Vanishing Point                                                          | Super Soul's Inginør    | Ikke krediteret            |
| 1971 | Sweet Sweetback's Baadasssss Song                                        | Cyklist                 | Krediteret som Johnny Amos |
| 1973 | The World's Greatest Athlete                                             | Coach Sam Archer        |                            |
| 1975 | Let's Do It Again                                                        | Mack "Kansas City Mack" |                            |
| 1980 | Touched by Love                                                          | Tony                    |                            |
| 1982 | The Beastmaster                                                          | Seth                    |                            |
| 1983 | Dance of the Dwarfs                                                      | Esteban                 |                            |
| 1985 | American Flyers                                                          | Dr. Conrad              |                            |
| 1988 | Coming to America                                                        | Cleo McDowell           |                            |
| 1989 | Lock Up                                                                  | Captain Meissner        |                            |
| 1990 | Two Evil Eyes                                                            | Detective Legrand       | Segment: "The Black Cat"   |
| 1990 | Die Hard 2                                                               | Major Grant             |                            |
| 1991 | Ricochet                                                                 | Reverend Styles         |                            |
| 1991 | Without a Pass                                                           | Blue Berry              |                            |
| 1993 | Mac                                                                      | Nat                     |                            |
| 1993 | Night Trap                                                               | Captain Hodges          |                            |
| 1995 | For Better or Worse                                                      | Gray                    |                            |
| 1995 | Hologram Man                                                             | Wes Strickland          |                            |
| 1998 | The Players Club                                                         | Officer Freeman         |                            |
| 2001 | All Over Again                                                           | Coach Zeller            |                            |
| 2003 | The Watermelon Heist                                                     | Old Man Amos            |                            |
| 2004 | My Baby's Daddy                                                          | Uncle Virgil            |                            |
| 2004 | Countdown                                                                | Admiral Melory          |                            |
| 2005 | Shadowboxing                                                             | Hill                    |                            |
| 2006 | Dr. Dolittle 3                                                           | Jud Jones               |                            |
| 2007 | Ascension Day                                                            | Henry                   |                            |
| 2010 | Lean Like a Cholo                                                        | "Slick"                 |                            |
| 2011 | Stills of the Movement: The Civil Rights Photojournalism of Flip Schulke | Fortæller               |                            |
| 2012 | Zombie Hamlet                                                            | Edgar Mortimer          |                            |
| 2012 | Madea's Witness Protection                                               | Pastor Nelson           |                            |
| 2014 | Act of Faith                                                             | Brady                   |                            |
| 2015 | Bad Asses on the Bayou                                                   | Earl                    |                            |
| 2015 | Mercy for Angels                                                         | God                     |                            |
| 2015 | Tamales and Gumbo                                                        | The Patron              |                            |
| 2016 | Hauntsville                                                              | Mr. Kimball             |                            |
| 2019 | Uncut Gems                                                               | Himself                 |                            |
| 2021 | Coming 2 America                                                         | Cleo McDowell           |                            |
| 2021 | Because of Charley                                                       | Grandpa                 |                            |
| 2021 | Christmas in Miami                                                       | Chief Host              |                            |
| 2022 | Me Time                                                                  | Gil                     |                            |
| 2023 | The Last Rifleman                                                        | Lincoln Adams           |                            |

### Television
| År        | Titel                                   | Rolle                            | Noter                                                                     |
| --------- | --------------------------------------- | -------------------------------- | ------------------------------------------------------------------------- |
| 1970      | The Bill Cosby Show                     | 1st Salesman                     | som Johnny Amos Episode: "Swann's Way"                                    |
| 1970–1977 | The Mary Tyler Moore Show               | Weatherman Gordon "Gordy" Howard | 13 episoder                                                               |
| 1971      | The Funny Side                          | Minority Husband                 | 6 episoder                                                                |
| 1971–1972 | Love, American Style                    | Bell Captain                     | 2 episoder                                                                |
| 1972      | The New Dick Van Dyke Show              | Mark Cooper                      | Episode: "The Harry Award"                                                |
| 1973      | Sanford and Son                         | Luther                           | Episode: "A Visit from Lena Horne"                                        |
| 1973–1974 | Maude                                   | Henry Evans                      | 3 episoder                                                                |
| 1974      | The Tonight Show Starring Johnny Carson | Ham selv                         | 1 episode                                                                 |
| 1974–1976 | Good Times                              | James Evans Sr.                  | 61 episoder                                                               |
| 1976      | Police Story                            | Sergeant Walt Kyles              | 1 episode                                                                 |
| 1976–1977 | Future Cop                              | Officer Bill Bundy               | 7 episoder                                                                |
| 1977      | Rødder                                  | Kunta Kinte (som ældre)          | 3 episoder                                                                |
| 1979      | Mr. Dugan                               | Representative Dooley            | Pilot                                                                     |
| 1980      | Alcatraz: The Whole Shocking Story      | Ellsworth "Bumpy" Johnson        | TV miniserie                                                              |
| 1981      | Here's Boomer                           | Charlie Foster                   | Episode: "Boomer Goes for the Gold"                                       |
| 1982      | Insight                                 | Josh Cameron                     | Episode: "Hang Tight, Willy Bill"                                         |
| 1983      | The Love Boat                           | Duke Taylor                      | Episode: "The Zinging Valentine/The Very Temporary Secretary/Final Score" |
| 1984      | The A-Team                              | Reverend Taylor                  | Episode: "Pure-Dee Poison"                                                |
| 1984      | Trapper John, M.D.                      | Inspector Roland Hackett         | Episode: "The Fred Connection"                                            |
| 1984      | Hardcastle and McCormick                | Albie Meadows                    | Episode: "The Homecoming: Part 2"                                         |
| 1984–1985 | Hunter                                  | Captain Dolan                    | 13 episoder                                                               |
| 1986      | One Life to Live                        | Bill Moore                       | 2 episoder                                                                |
| 1987      | Murder, She Wrote                       | "Doc" Penrose                    | Episode: "Death Takes a Dive"                                             |
| 1987      | Stingray                                | Roy Jeffries                     | Episode: "Blood Money"                                                    |
| 1987      | You Are the Jury                        | Sergeant Harold Borman           | Episode: "The State of Oregon vs. Stanley Manning"                        |
| 1988      | Beauty and the Beast                    | Farrell                          | Episode: "The Alchemist"                                                  |
| 1988      | Bonanza: The Next Generation            | Mr. Mack                         | TV film                                                                   |
| 1988      | The Cosby Show                          | Dr. Herbert                      | Episode: "The Physical"                                                   |
| 1989      | Gideon Oliver                           | Carl Manning                     | Episode: "Tongs"                                                          |
| 1994      | 704 Hauser                              | Ernie Cumberbatch                | 6 episoder                                                                |
| 1994–1995 | The Fresh Prince of Bel-Air             | Fred Wilkes                      | 3 episoder                                                                |
| 1995–1997 | In the House                            | Coach Sam Wilson                 | 12 episoder                                                               |
| 1995      | Touched by an Angel                     | Sheriff James Mackey             | Episode: "The Hero"                                                       |
| 1997      | Martin                                  | Sergeant Strawn                  | Episode: "Daddy Dearest"                                                  |
| 1997      | Walker, Texas Ranger                    | Pastor Roscoe Jones              | Episode: "Sons of Thunder"                                                |
| 1998      | King of the Hill                        | Glenn Johnson                    | Stemme Episode: "Traffic Jam"                                             |
| 1999–2004 | The West Wing                           | Admiral Percy Fitzwallace        | 22 episoder                                                               |
| 2000      | Something to Sing About                 | Reverend Washington              | TV film                                                                   |
| 2000      | The Outer Limits                        | Peter "Yas" Yastrzemski          | Episode: "Zig Zag"                                                        |
| 2000      | Disappearing Acts                       | Mr. Swift                        | TV film                                                                   |
| 2000–2001 | The District                            | Mayor Ethan Baker                | 10 episoder                                                               |
| 2002      | American Masters                        | Dr. Bledsoe                      | Episode: "Ralph Ellison: An American Journey"                             |
| 2003–2004 | All About the Andersons                 | Joe Anderson                     | 16 episoder                                                               |
| 2006      | Voodoo Moon                             | "Dutch"                          | TV film                                                                   |
| 2006–2008 | Men in Trees                            | "Buzz" Washington                | 27 episoder                                                               |
| 2007      | Psych                                   | Uncle Burton Guster              | Episode: "Meat Is Murder, But Murder Is Also Murder"                      |
| 2008      | My Name Is Earl                         | Joe                              | Episode: "Stole an RV"                                                    |
| 2010      | Two and a Half Men                      | Ed                               | 3 episoder                                                                |
| 2010      | Royal Pains                             | Harrison Phillips                | Episode: "Big Whoop"                                                      |
| 2010      | 30 Rock                                 | Ham selv                         | Episode: "Let's Stay Together"                                            |
| 2010      | Lie to Me                               | Jim Weaver                       | Episode: "Smoked"                                                         |
| 2012      | NYC 22                                  | Pappy Science                    | Episode: "Ransom"                                                         |
| 2016–2017 | The Ranch                               | Ed Bishop                        | 4 episoder                                                                |
| 2019      | Ballers                                 | Deacon Eller                     | 2 episoder                                                                |
| 2019      | Your Pretty Face Is Going to Hell       | War                              | Episode: "The Poor Horsemen of the Apocalypse"                            |
| 2019      | Live in Front of a Studio Audience      | Fred Davis                       | Episode: "'All in the Family' og 'Good Times'"                            |
| 2020      | The Last O.G.                           | Uncle D                          | Episode: "Family Feud"                                                    |
| 2022      | The Righteous Gemstones                 | Buddy Lissons                    | Episode: "I Will Tell of All Your Deeds"                                  |
| 2025      | Suits LA                                | Himself                          | Episode: "Seven Days a Week and Twice on Sunday" (Sidste filmoptræden)    |